# 九天應元雷聲普化天尊
九天應元雷聲普化天尊，神霄九宸天尊之一，簡稱雷聲普化天尊，民間常稱雷祖，又稱九天普化君，九天貞明大聖，是神霄玉清真王化身，掌九霄三十六天，化形十方三界。

## 文獻紀載
根據《明史》記載，雷聲普化天尊
「以六月二十四日為天尊示現之日，故歲以是日遣官詣顯靈宮致祭。夫風雲雷雨，南郊合祀，而山川壇複有秋報，則此祭亦當罷免」。
《九天應元雷聲普化天尊玉樞寶經》記載
「天尊言：吾是九天貞明大聖，每月初六及旬中辛日，監觀萬天，浮遊三界。」
「天尊言：吾昔于千五百劫，以先心縫此道，遂位上眞，意釀此功，遂權大化。嘗于大羅元始天尊前，以淸淨心發廣大願，願於未來世，一切眾生，天龍鬼神，一稱吾名，悉使超渙。如所否者，吾當以身身之。」

## 主要經典
《九天應元雷聲普化天尊玉樞寶經》，又名《雷霆玉樞寶經》。
此經為宋代神霄派所傳。是道教消災解厄的第一經典。
經文為雷聲普化天尊所說。
此神為神霄九宸天尊之一，是執掌三界，監觀萬天，總司五雷，普化群生，賞善罰惡之神。
經文主要內容可以分為兩節。
第一節論述「至道」。內稱：「道者以誠而入，以默而守，以柔而用。用誠似愚，用默似訥，用柔似拙。夫如是，則可與忘形，可與忘我，可與忘忘」。又曰：「惟其忘而不忘，忘無所忘，無可忘者，卽是至道。」
第二節論「氣數」。認為人之稟受不同謂之氣，智愚清濁謂之數；數系乎命，氣系乎天。學道之士若為氣數所囿，天命所梏，則不得眞道。經文又述消災解厄之法。謂凡遇三災九厄，可依法持誦經文，若默念普化天尊之號，卽有諸神消災解厄；若歸命此經，可以長生。

## 其他相關經典
- 《太上說朝天謝雷真經》
- 《無上九霄玉清大梵紫微玄都雷霆玉經》
- 《雷霆玉樞宥罪法懺》

## 掌管
掌管九霄三十六天，諸天諸地一切眾生。
九天者，乃統三十六天總司也。
始因東南九炁而生，正出雷門，所以掌三十六雷之令，受諸司府院之印，生善殺惡，不順人情。
蓋以九天之名者，取其陽剛而不泯者之謂也。
應元者，仰惟元始祖劫一炁分真，玉清真王應元之體。
雷者，陰陽二炁結而成雷，既有雷霆，遂分部隸九天雷祖。因之以剖析為五屬，神霄真王用之，以宰御三界。
真王所居神霄玉府，其道在乎巽。巽者，天中之地也，東南乃九陽之炁。結清朗光，元始父祖，化神霄玉清真王。
玉府在碧霄梵炁之中，去雷城二千三百里。雷城高八十一丈，左有玉樞五雷使院，右有玉府五雷使院。
天有四方四隅，分為九霄，惟此一霄居於梵炁之中。在心曰神，故曰神霄，乃真王按治之所。天尊臨蒞之都。
卿師使相，列職分司，主天之災福，持物之權衡，掌物掌人，司生司殺，檢押啟閉，管鑰生成。
上自天皇，下自地帝，非雷霆無以行其令。大而生死，小而枯榮，非雷霆無以主其政。

## 文學中的杜撰形象
明清章回小說《封神演义》中，將殷商末代君王紂王朝中的太師聞仲杜撰為九天應元普化天尊，率領雷部二十四員神將，負責催雲布雨，行雷擊電。

## 天尊寶偈
無上玉清王，統天三十六。
九天普化君，化形十方界。
披髮騎麒麟，赤腳躡層冰。
手把九天炁，嘯風鞭雷霆。
能以智慧力，攝伏諸魔精。
濟度長夜魂，利益於衆生。
如彼銀河水，千眼千月輪。
誓於未來世，永揚天尊教。

## 相關頁面
- 九天普化宮
- 雷公

## 外部連結
- 普化天尊 - 九天應元雷聲普化天尊 - 道教總廟三清宮 三清道祖 道教經典（页面存档备份，存于）
- 九天雷祖普化天尊 - 雲部地藏王殿